# Paul Franklin
Paul J. Franklin (* 1966 in Cheshire, England) ist ein britischer Filmtechniker, der sich auf visuelle Effekte spezialisiert hat.

## Leben
Franklin begann seine Laufbahn im Filmgeschäft Mitte der 1990er Jahre. Er arbeitet seit Batman Begins aus dem Jahr 2005 mit dem Regisseur Christopher Nolan zusammen. Für deren gemeinsame Filme Inception sowie Interstellar bekam er 2011 respektive 2015 jeweils einen Oscar in der Kategorie Beste visuelle Effekte verliehen. Er zählt zu den besten Visual Effects Supervisors der Welt.

## Filmografie (Auswahl)
- 1995: Hackers – Im Netz des FBI (Hackers)
- 1996: Der englische Patient (The English Patient)
- 1997: Ein Fall für die Borger  (The Borrowers)
- 1998: Invasion: Earth (Fernsehserie)
- 1999: Simon Magus
- 2000: Pitch Black – Planet der Finsternis (Pitch Black)
- 2000: Das zehnte Königreich (The 10th Kingdom)
- 2000: Die neun Leben des Tomas Katz (The Nine Lives of Tomas Katz)
- 2000: Randall & Hopkirk – Detektei mit Geist (Randall & Hopkirk (Deceased), Fernsehserie)
- 2000: Der Mann der 1000 Wunder (The Miracle Maker)
- 2000: Familie Klumps und der verrückte Professor (Nutty Professor II: The Klumps)
- 2001: Duell – Enemy at the Gates (Enemy at the Gates)
- 2001: Der Schneider von Panama (The Tailor of Panama)
- 2001: Corellis Mandoline
- 2001: Revelation – Die Offenbarung (Revelation)
- 2002: Im Zeichen der Libelle (Dragonfly)
- 2002: Below
- 2002: James Bond 007 – Stirb an einem anderen Tag (Die Another Day)
- 2003: Johnny English – Der Spion, der es versiebte (Johnny English)
- 2003: To Kill a King
- 2003: Die Liga der außergewöhnlichen Gentlemen (The League of Extraordinary Gentlemen)
- 2004: Resident Evil: Apocalypse
- 2005: Sahara – Abenteuer in der Wüste (Sahara)
- 2005: Batman Begins
- 2006: The Da Vinci Code – Sakrileg (The Da Vinci Code)
- 2007: Harry Potter und der Orden des Phönix (Harry Potter and the Order of the Phoenix)
- 2008: The Dark Knight
- 2009: Harry Potter und der Halbblutprinz (Harry Potter and the Half-Blood Prince)
- 2010: Inception
- 2012: The Dark Knight Rises
- 2014: Interstellar

## Auszeichnungen
- 2006: BAFTA Award: Nominierung in der Kategorie Beste visuelle Effekte für Batman Begins
- 2008: Satellite Awards: Nominierung in der Kategorie Beste visuelle Effekte für The Dark Knight
- 2009: BAFTA Award: Nominierung in der Kategorie Beste visuelle Effekte für The Dark Knight
- 2009: Oscar: Nominierung in der Kategorie Beste visuelle Effekte für The Dark Knight
- 2010: Satellite Awards: Nominierung in der Kategorie Beste visuelle Effekte für Inception
- 2010: Las Vegas Film Critics Society Awards: Auszeichnung in der Kategorie Beste visuelle Effekte für Inception
- 2011: Broadcast Film Critics Association Awards: Auszeichnung in der Kategorie Beste visuelle Effekte für Inception
- 2011: BAFTA Award: Auszeichnung in der Kategorie Beste visuelle Effekte für Inception
- 2011: Oscar: Auszeichnung in der Kategorie Beste visuelle Effekte für Inception
- 2015: Oscar: Auszeichnung in der Kategorie Beste visuelle Effekte für Interstellar